# Olympische Winterspiele 1928/Teilnehmer (Finnland)
| Gelbes Symbol für Goldmedaillen mit stilisierten Olympischen Ringen | Graues Symbol für Silbermedaillen mit stilisierten Olympischen Ringen | Braundes Symbol für Bronzemedaillen mit stilisierten Olympischen Ringen |
| ------------------------------------------------------------------- | --------------------------------------------------------------------- | ----------------------------------------------------------------------- |
| 2                                                                   | 1                                                                     | 1                                                                       |

Finnland nahm an den II. Olympischen Winterspielen 1928 in St. Moritz mit einer Delegation von 18 Athleten teil, darunter war eine Frau.
| Eiskunstlauf   | Ludowika Jakobsson Walter Jakobsson | Paarlauf              | 5      |  |
| Eiskunstlauf   | Marcus Nikkanen                     | Herren                | 6      |  |
| Eisschnelllauf | Bertel Backman                      | 500 m                 | 8      |  |
| Eisschnelllauf | Bertel Backman                      | 1500 m                | dnf    |  |
| Eisschnelllauf | Bertel Backman                      | 5000 m                | 13     |  |
| Eisschnelllauf | Ossi Blomqvist                      | 5000 m                | 10     |  |
| Eisschnelllauf | Jaakko Friman                       | 500 m                 | Bronze |  |
| Eisschnelllauf | Toivo Ovaska                        | 500 m                 | 11     |  |
| Eisschnelllauf | Toivo Ovaska                        | 1500 m                | 15     |  |
| Eisschnelllauf | Julius Skutnabb                     | 5000 m                | Silber |  |
| Eisschnelllauf | Clas Thunberg                       | 500 m                 | Gold   |  |
| Eisschnelllauf | Clas Thunberg                       | 1500 m                | Gold   |  |
| Eisschnelllauf | Clas Thunberg                       | 5000 m                | 12     |  |
| Ski Nordisch   | Esko Järvinen                       | Nordische Kombination | 5      |  |
| Ski Nordisch   | Esko Järvinen                       | Spezialsprunglauf     | 22     |  |
| Ski Nordisch   | Martti Lappalainen                  | 18-km-Langlauf        | 7      |  |
| Ski Nordisch   | Martti Lappalainen                  | 50-km-Langlauf        | 9      |  |
| Ski Nordisch   | Tauno Lappalainen                   | 50-km-Langlauf        | 6      |  |
| Ski Nordisch   | Einar Mässeli                       | 18-km-Langlauf        | 13     |  |
| Ski Nordisch   | Ville Mattila                       | 18-km-Langlauf        | 10     |  |
| Ski Nordisch   | Paavo Nuotio                        | Nordische Kombination | 4      |  |
| Ski Nordisch   | Paavo Nuotio                        | Spezialsprunglauf     | 12     |  |
| Ski Nordisch   | Adiel Paananen                      | 50-km-Langlauf        | dnf    |  |
| Ski Nordisch   | Matti Raivio                        | 50-km-Langlauf        | dnf    |  |
| Ski Nordisch   | Veli Saarinen                       | 18-km-Langlauf        | 4      |  |